# Kōkichi Tsuburaya
Kōkichi Tsuburaya  (Sukagawa, 13 de maio de 1940 - Nerima, 9 de janeiro de 1968), nascido Kokichi Tsumuraya,  foi um atleta japonês que competia principalmente como maratonista. Kokichi também foi primeiro-tenente da Força Terrestre de Autodefesa do Japão.

## Carreira
Tsuburaya competiu nos Jogos Olímpicos de Verão de 1964, realizados em Tóquio, no Japão, terminando em sexto na prova de 10 mil metros e também se alinhando para a maratona, no último dia de competição. Abebe Bikila, da Etiópia, venceu a corrida de forma decisiva, tornando-se o primeiro homem a defender o título olímpico na prova, tendo vencido em Roma em 1960, correndo descalço. Tsuburaya entrou no estádio em segundo, mas foi ultrapassado na última volta pela corrida furiosa do britânico Basil Heatley e terminou em terceiro, ganhando a medalha de bronze. Tsuburaya ficou mortificado com a derrota para Heatley, dizendo ao companheiro maratonista Kenji Kimihara: "Cometi um erro imperdoável na frente do povo japonês. Tenho que me redimir correndo e içando o Hinomaru nas próximas Olimpíadas, no México".
Pouco depois das Olimpíadas de Tóquio, Tsuburaya sofreu de um problema contínuo nas costas, conhecido como lumbago.

## Suicídio
Em 9 de janeiro de 1968, ele cometeu suicídio cortando o pulso em seu dormitório, onde havia ficado durante o período de treinamento para as Olimpíadas da Cidade do México. Tsuburaya foi encontrado segurando sua medalha de bronze. Em sua nota de suicídio, ele agradeceu a seus pais, irmãos e treinadores por suas contribuições, esperava que suas sobrinhas e sobrinhos crescessem bem e pediu perdão a seus pais. Ele deixou duas notas manuscritas como explicação do motivo de ter tirado sua vida.